# Bosão II de Châtellerault
Bosão II de Châtellerault (Châtellerault, Vienne, França 1050 — 1092 Châtellerault, Vienne, França) foi Visconde de Châtellerault.

## Relações familiares
Foi filho de  Hugo I de Châtellerault, visconde de Châtellerault e de Gerberge de Rochefoucault. Casou com Leonor de Thouars (1050 - 1093), filha de Américo IV de Thouars de quem teve:
1. Américo I de Châtellerault (1077 - 7 de novembro de 1151) casado com Casou com Maubergeonne de L'Île-Bouchard (1075 - 1153)[2], filha de Bartolomeu de L'Île-Bouchard (1049 - 1087) e de Gerberga.